# Ixorida magnierei
Ixorida magnierei är en skalbaggsart som beskrevs av Thierry Bourgoin 1917. Ixorida magnierei ingår i släktet Ixorida och familjen Cetoniidae. Inga underarter finns listade i Catalogue of Life.